# Poropanchax rancureli
Poropanchax rancureli es una especie de peces de la familia de los pecílidos en el orden de los ciprinodontiformes.

## Morfología
Los machos pueden alcanzar los 5 cm de longitud total.

## Distribución geográfica
Se encuentran en África: Ghana, Costa de Marfil y Liberia.